# Sildenafil
Sildenafil ist ein Arzneistoff aus der Gruppe der PDE-5-Hemmer, einer Gruppe gefäßerweiternder (vasodilatierender) Substanzen. Große Bekanntheit erlangte er als Wirkstoff des 1998 von dem US-amerikanischen Unternehmen Pfizer unter dem Handelsnamen Viagra auf den Markt gebrachten Arzneimittels zur Behandlung der erektilen Dysfunktion (Erektionsstörung) beim Mann. Diese Wirkung wurde zufällig im Rahmen der Entwicklung von Sildenafil als Mittel zur Behandlung von Bluthochdruck und Angina pectoris entdeckt. Inzwischen sind in Deutschland von verschiedenen Anbietern insgesamt mehr als 100 Präparate mit dem Wirkstoff Sildenafil zur Behandlung der erektilen Dysfunktion im Handel.
Außer als Potenzmittel ist Sildenafil seit 2006 ferner zur Behandlung der idiopathischen pulmonal-arteriellen Hypertonie und der pulmonalen Hypertonie in Verbindung mit einer Bindegewebskrankheit zugelassen.
Sildenafil war der erste Arzneistoff der Wirkstoffklasse der PDE-5-Hemmer. Umgangssprachlich wird der Name Viagra gelegentlich auch als Sammelbegriff für andere Medikamente dieser Wirkstoffgruppe, beispielsweise Tadalafil (Cialis), Vardenafil (Levitra) oder Avanafil (Spedra) verwendet.
In Deutschland und Österreich sind sildenafilhaltige Arzneimittel verschreibungspflichtig. In der Schweiz können entsprechende Arzneien mit einer Dosierung von 25 mg nach einer Beratung in einer Apotheke frei erworben werden. Für Deutschland empfahl der Sachverständigen-Ausschuss für Verschreibungspflicht beim Bundesinstitut für Arzneimittel und Medizinprodukte (BfArM) mehrfach, eine Entlassung aus der Verschreibungspflicht zur oralen Anwendung abzulehnen (Januar 2022, Juli 2023 und Januar 2025). In Österreich beschloss die Rezeptpflicht-Kommission im Februar 2022, dem Antrag auf Rezept-Freistellung nicht stattzugeben; der Wirkstoff ist weiterhin verschreibungspflichtig.

## Geschichte
Anfang der 1990er Jahre suchte ein Forschungsteam eines Pfizer-Forschungsinstituts in Sandwich in England ein Mittel gegen Herzbeschwerden. Das dabei gefundene Mittel UK-92480 blockierte das Enzym PDE-5. Während erste Versuche an Patienten vielversprechend verlaufen waren, berichteten einige Männer von mehreren Erektionen einige Tage nach Einnahme des Medikaments. Der zuständige Versuchsleiter sah in dieser Wirkung kein Potential; Pfizer meldete daher 1991 den Wirkstoff als Sildenafil Citrate zum Patent an.
Nachdem sich das Medikament für Herzbeschwerden letztlich als wirkungslos erwies, wurde die sexuelle Wirkung des Wirkstoffs genauer betrachtet. Bei einer Studie an 300 Männern in England, Frankreich und Schweden berichteten 90 Prozent über Erektionen; Nebenwirkungen wurden kaum beobachtet. Am 27. März 1998 erhielt Pfizer von der US-Gesundheitsbehörde die Genehmigung, Viagra zu verkaufen. Das Time Magazine berichtete in einer Titelgeschichte über die Potenzpille.
Im Jahre 2003 wurden zwei weitere Medikamente mit gleichem Wirkmechanismus auf den Markt gebracht: Levitra (Bayer) und Cialis (Eli Lilly). 2012 folgte ein neuer Wirkstoff namens Avanafil (Mitsubishi Pharma), das schneller als Viagra wirken soll; der Handelsname ist Stendra. Seit April 2014 ist Spedra (Berlin-Chemie mit dem Wirkstoff Avanafil) in Deutschland erhältlich.
Im Jahre 2007 hielt Pfizer auf dem Weltmarkt für Substanzen gegen erektile Dysfunktion einen Anteil von 47 Prozent, 2013 waren es 36 Prozent. Im Jahre 2012 erwirtschaftete Pfizer mit Viagra einen Umsatz von zwei Milliarden US-Dollar.

## Wirkmechanismus
Ein Teil des physischen Prozesses der Erektion beinhaltet die Freisetzung von Stickstoffmonoxid (NO) im Corpus cavernosum. Dadurch wird das Enzym Guanylatcyclase aktiviert, welches die Bildung von cyclischem Guanosinmonophosphat (cGMP) erhöht. So wird eine leichte Muskelentspannung im Corpus cavernosum ausgelöst, welche das Einströmen von Blut und damit die Erektion ermöglicht.
Sildenafil ist ein potenter selektiver Hemmer der cGMP-spezifischen Phosphodiesterase vom Typ 5 (PDE-5), der damit die Abbaurate von cGMP vermindert. Als Resultat wird beim Einsatz von Sildenafil eine normale sexuelle Stimulation zu erhöhten Blutspiegeln von cGMP im Corpus cavernosum und damit zu einer verstärkten Erektion führen. Ohne eine sexuelle Stimulation und Aktivierung des NO/cGMP-Systems löst Sildenafil keine Erektion aus.
Der gleiche Wirkmechanismus trifft auch für die Substanzen Tadalafil, Vardenafil und Avanafil zu. Somit können selektive PDE-5-Inhibitoren zur Therapie der erektilen Dysfunktion eingesetzt werden.
Sildenafil wird durch Leberenzyme abgebaut und sowohl über die Leber als auch über die Nieren ausgeschieden. Wenn es mit fettreicher Nahrung eingenommen wird, ist ein verzögerter Abbau und eine verringerte Wirkung zu erwarten.

## Anwendungsgebiete

### Erektile Dysfunktion (ED)
Bei Anwendung als Präparat der ATC G04BE03 ist Sildenafil in Dosen von 25 mg, 50 mg oder 100 mg peroral wirksam. In einer Dosis-Eskalations-Studie bewirkte Sildenafil in Dosen von bis zu 100 mg bei 69 % der männlichen Patienten eine Erektion, die für die Dauer eines Geschlechtsverkehrs aufrechterhalten wurde, gegenüber 22 % in der Placebo-Gruppe.
Ausmaß und Dauer einer Erektion hängen vom Blutzufluss und Blutabfluss in den Schwellkörpern des Penis ab. Die Blutzufuhr wird durch ringförmige Muskeln in der Arterienwand des Corpus cavernosum gesteuert. Im nicht erigierten Zustand sind diese angespannt und verschließen die Gefäße. Wird der Mann jedoch sexuell erregt, führt dies in den betreffenden Muskelzellen zur Bildung von cGMP (cyclischem Guanosinmonophosphat). Die Muskeln entspannen sich und der Gefäßquerschnitt wird vergrößert, was dazu führt, dass arterielles Blut in die Schwellkörper fließt und eine Erektion auslöst. Molekularer Gegenspieler des cGMP ist das Enzym Phosphodiesterase-5 (PDE-5), welches das cGMP spaltet. Sildenafil wirkt, indem es PDE-5 hemmt und so den Abbau von cGMP verlangsamt, wodurch die entspannende Wirkung auf die Gefäßmuskulatur länger anhält und die Blutzufuhr in die Schwellkörper verbessert wird. Anders als Potenzmittel wie etwa Alprostadil, das intrakavernös (in den Penisschwellkörper) gespritzt oder in die Harnröhre eingebracht wird, wirkt Sildenafil nur dann, wenn der Patient auch sexuell erregt ist.
Untersuchungen haben gezeigt, dass Arginin die Wirkung verstärken kann. Zudem konnte bei Sildenafil eine Art Dosiseinsparungseffekt festgestellt werden. Arginin setzt ebenfalls Stickstoffmonoxid frei, welches eine Erweiterung (Dilatation) der Blutgefäße bewirkt.

### Idiopathische pulmonal-arterielle Hypertonie
Für diese Indikation nutzen Sildenafil-Präparate eine bei der Behandlung der erektilen Dysfunktion zu berücksichtigende Nebenwirkung nunmehr als Wirkung. Sie werden dann der anatomisch-therapeutisch-chemischen Klassifikation (ATC) C02KX06 zugeordnet. 2006 kam das erste Präparat mit Sildenafil zur Behandlung der idiopathischen pulmonal-arteriellen Hypertonie (PAH) bei Patienten im NYHA-Stadium II und III in den Handel. Kritiker bemängelten, dass die zugelassene Dosierung von 3× 20 mg für eine optimale Therapie nicht ausreichend sei und die wichtigsten Studien mit bis zu 3× 80 mg Sildenafil durchgeführt wurden. Diese Dosierung ist aber in Deutschland nicht für die Therapie zugelassen. Inzwischen sind in Deutschland mehr als dreißig Zubereitungen von Sildenafil von verschiedenen Anbietern für die Indikation PAH zur oralen Einnahme und intravenösen Injektion zugelassen.

### Off-Label und potentielle Anwendungsgebiete
Außer den oben genannten Bereichen ist eine Wirkung und ein Einsatz von Sildenafil bei verschiedenen speziellen Krankheitsbildern beschrieben:
- Arterielle Hypertonie bei Hunden
- Bronchopulmonale Dysplasie (BPD)
- Höhenkrankheit
- Sklerodermie

In der Neonatologie wird Sildenafil in letzter Zeit außerhalb der Arzneimittelzulassung (Off-Label-Use) zunehmend bei extremen Frühgeborenen mit bronchopulmonaler Dysplasie (BPD) zur Senkung des pulmonalen arteriellen Gefäßwiderstands eingesetzt.
Es gibt erste Untersuchungen, nach denen Sildenafil die Auswirkungen des bei der Krankheit Mukoviszidose durch einen Gendefekt gestörten CFTR-Proteins korrigieren kann. Ebenfalls diskutiert wird der Einsatz von Sildenafil zur Behandlung des Schlaganfalls.
Doxorubicin wird in der Therapie des Prostatakarzinoms verwendet und weist als Nebenwirkung eine hohe Kardiotoxizität auf und kann im schlimmsten Fall auch Herzversagen hervorrufen. Einige kleinere Studien geben Hinweise darauf, dass die Kombination von beiden Wirkstoffen die chemotherapeutische Effizienz von Doxorubicin erhöht und die schädlichen Wirkungen auf das Herz verringert.
Ein weiteres Anwendungsgebiet von Sildenafil ergibt sich bei der Behandlung des Raynaud-Syndroms. Bei dieser häufigen Krankheit verengen sich die Gefäße an Fingern und Zehen, wodurch sich die Durchblutung in diesen Gebieten vermindert. Es gibt Hinweise, dass die Einnahme von Sildenafil die Gefäße in den betroffenen Regionen wieder erweitert.
Eine Studie an Schwangeren mit Plazenta-Unterfunktion wurde 2018 abgebrochen. Eine Unterfunktion hemmt das Wachstum eines Ungeborenen erheblich. Durch Sildenafil sollte die Durchblutung der Plazenta gesteigert und die Entwicklung des Fötus beschleunigt werden. Fast 20 Prozent der Frauen brachten jedoch Kinder mit Lungenproblemen zur Welt, die mehrheitlich starben.
2004 entschied der Pharmakonzern Pfizer nach mehrjähriger Forschung, die Entwicklung von Sildenafil zur Behandlung sexueller Funktionsstörungen der Frau einzustellen. Tests an rund 3000 Frauen mit sexuellen Funktionsstörungen hätten keine ausreichende Wirksamkeit gezeigt. Nach dem großen Erfolg von Sildenafil im Einsatz bei Männern sollte eigentlich ein ähnlich gewinnbringender Markt für Frauen aufgebaut werden. Das Unternehmen war jedoch (vor allem durch die Fachzeitschrift British Medical Journal) in die Kritik geraten, unter dem Namen „weibliche sexuelle Funktionsstörung“ (FSD) gezielt ein Krankheitsbild zu schaffen.
Dem Medikament werden eine Reihe von Wirkungen zugesprochen, die wissenschaftlich nicht begründet sind, wie Steigerung der Libido oder Vergrößerung der Penislänge. Studien konnten jedoch zeigen, dass der Wirkstoff beim Gesunden kaum eine Wirkung zeigt, die über die physiologische hinausgeht, mit der Ausnahme, dass die Erholungszeit nach Ejakulation verkürzt wird.

### Nicht-medizinische Verwendung
Sildenafil dient genauso wie andere PDE-5-Hemmer als Verschnittmittel für als Partydroge gehandeltes MDMA, um dessen Nebenwirkung der erektilen Dysfunktion entgegenzuwirken. Die Beimengung zu Amylnitrit kann zu gefährlichen additiven Wirkungen führen, welche zum Tod führen können.
Eine Forschungsgruppe konnte zeigen, dass Sildenafil in Wasser gelöst in der Lage ist, die Lebensdauer von Schnittblumen signifikant zu verlängern.

## Anwendungsbeschränkungen und Nebenwirkungen

### Kontraindikationen
Die gleichzeitige Einnahme von Sildenafil mit nitrathaltigen Medikamenten (z. B. das bei älteren Menschen weit verbreitete Nitrolingual-Spray) oder Stickstoffmonoxid-Donatoren (Amylnitrit, Szene-Drogen „Poppers“) ist kontraindiziert. Durch die kombinierte Wirkung auf den Blutdruck droht ein akuter lebensbedrohlicher Blutdruckabfall.
Abgesehen von dieser Kontraindikation stellt der Einsatz bei Patienten mit koronarer Herzkrankheit dann ein Risiko dar, wenn der erfolgreiche Geschlechtsverkehr für den Kreislauf eine zu hohe Beanspruchung bedeutet.

### Wechselwirkungen
Die Verstoffwechselung von Sildenafil wird durch die Cytochrom-P450 (CYP)-Isoenzyme 3A4 und 2C9 vermittelt. Es kann zu Wechselwirkungen mit Arzneistoffen kommen, die ebenfalls unter Beteiligung dieser Enzyme metabolisiert werden (z. B. Ketoconazol, Itraconazol, Erythromycin, Cimetidin, Saquinavir). Weiterhin kann der starke Cytochrom P450 3A4-Inhibitor Ritonavir zu gefährlich hohen Sildenafil-Plasmaspiegeln führen, da der Abbau von Sildenafil gehemmt wird.

### Nebenwirkungen
Bei der Einnahme auftretende Nebenwirkungen: Kopfschmerzen (10,8 %), Gesichtsrötung (10,9 %), Magenbeschwerden (3 %), Rhinitis (4 %), abnorme visuelle Wahrnehmungen (2,8 %; z. B. blaue Schleier im Gesichtsfeld, erhöhte Lichtempfindlichkeit), Herabsetzung des Reaktionsvermögens, Schwindelgefühle, Rücken- und Muskelschmerzen, Dauererektion (Priapismus). Es wurden bereits Fälle von nichtarteriitischer anteriorer ischämischer Optikusneuropathie beobachtet. Dies führt in seltenen Fällen zu Einbußen der Sehfähigkeit oder zur Erblindung. Die aktuellen Erkenntnisse zu diesen Nebenwirkungen führten im Sommer 2006 zur entsprechenden Änderung der Fachinformation für Sildenafil. Neuerdings liegen auch Hinweise vor auf plötzlich auftretende Hörstörungen im Zusammenhang mit Sildenafileinnahme.
In der Vergangenheit wurde Sildenafil hin und wieder durch großaufgemachte Pressemitteilungen bekannt, in welchen von Todesfällen berichtet wurde. Diese traten aber in allen nachvollziehbaren Fällen durch Nichtbeachtung der Kontraindikationen auf.

## Bedeutung des Handelsnamens Viagra

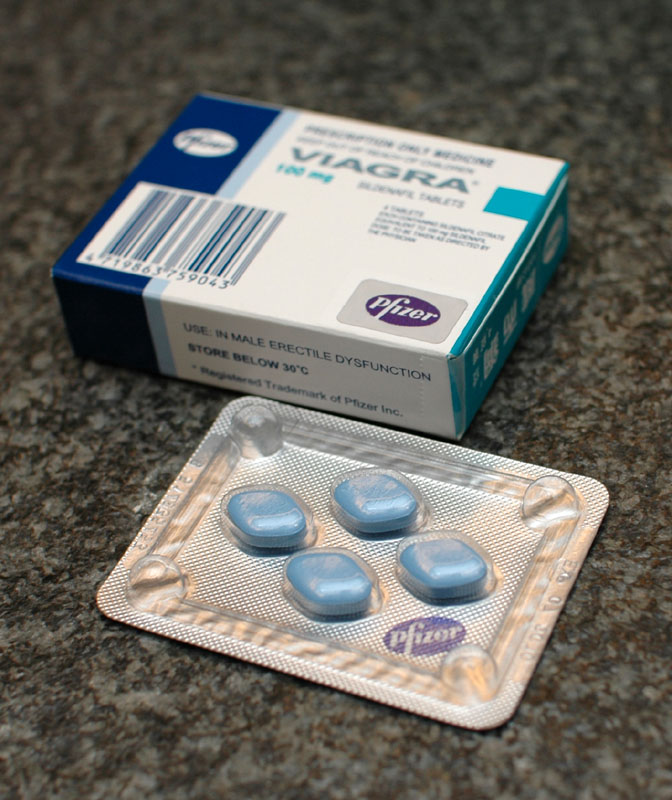
Form und Farbe des Originalpräparats gelten als Symbol für Potenzmittel.

Die Bezeichnung Viagra ist ein rechtlich geschütztes Kunstwort. Als mögliche Herkunft wird Wortkreuzung von lat. vigor mit Niagara oder Abwandlung von skr.  व्याघ्र vyāghra ‚Tiger‘ vermutet.

## Auswirkungen auf die Gesellschaft
Mit der Markteinführung von Sildenafil war die erektile Dysfunktion erstmals bei vielen Patienten ohne große Unannehmlichkeiten behandelbar. Dies hatte weitreichende Folgen für das Sexualleben dieser Patienten. Auf der einen Seite war vielen Patienten, die aufgrund von Erkrankungen wie Diabetes, koronarer Herzkrankheit usw. nicht mehr in der Lage waren, eine Erektion zu erlangen, wieder die Möglichkeit zu einem erfüllten Liebesleben gegeben.
Auf der anderen Seite klagten schon bald Partnerinnen, die an den sexarmen Zustand „gewöhnt“ waren, dass ihr Partner für sie plötzlich anstrengender geworden sei, als sie es sich wünschen würden. Es stellte sich heraus, dass für den Einsatz von Viagra eine intensive Beratung nicht nur mit dem Arzt, sondern auch mit dem Partner sinnvoll ist.
Sildenafil wird gelegentlich auch von Männern eingenommen, die keine Erektionsprobleme haben, sondern lediglich um den Sexualakt mehr als einmal vollziehen zu können. Da Sildenafil in vielen Ländern rezeptpflichtig ist, wenden sich manche an Internetärzte, die auf der Basis einer Selbstauskunft Rezepte ausstellen. Den Interessenten werden teilweise über illegale Webseiten außerhalb der EU hergestellte Generica angeboten, Fälschungen, die nicht den in der EU vorgeschriebenen Qualitätskontrollen unterzogen werden. Analysen solcher Präparate zeigten uneinheitliche Dosierungen des Wirkstoffs, andere Inhaltsstoffe sowie Verunreinigungen, die potenziell gefährlich sind.

## Rechtslage
Bis Mitte 2013 wurden weltweit rund 37 Millionen Männern 1,8 Milliarden Tabletten verschrieben. Pfizer setzte damit 24,8 Milliarden US-Dollar um.
Die Herstellung von Sildenafil war patentrechtlich bis zum 22. Juni 2013 in Deutschland geschützt; es durfte daher nur von dem Unternehmen Pfizer oder in dessen Lizenz auf den Markt gebracht werden. Bis Ende Mai 2013 hatten 28 Unternehmen die Produktion von sildenafilhaltigen Medikamenten beantragt. In Österreich waren es 16 Anbieter. Auch in anderen westlichen europäischen Ländern wie Großbritannien lief das Patent im Juni 2013 ab. Inzwischen wurden mehrere generische Sildenafil-Präparate EU-weit und national (beispielsweise in Österreich und Deutschland) zugelassen, die nach Patentablauf auf den Markt kamen. Darunter sind als Darreichungsform neben Tabletten auch Kautabletten und Schmelztabletten vertreten. Bereits zum 1. Juni 2013 bot Pfizer ein eigenes Generikum an. Ausgehend von Juni 2013 kletterte der Monatsabsatz innerhalb eines Jahres von 750.000 Packungen auf mehr als 1,7 Millionen Einheiten im Juni 2014 – eine Steigerung um 130 Prozent. Hexal und Ratiopharm haben mit ihren Generika das Original Viagra nach Absatz deutlich und – was entscheidender ist – auch nach Umsatz überholt. Zusammen mit dem eigenen Generikum verteidigt Pfizer allerdings immer noch Platz 1.
Das Patent für Sildenafil-Citrat ist am 21. Juni 2013 in Österreich, Dänemark, Frankreich, Deutschland, Irland, Italien, den Niederlanden, Spanien, Schweden, Großbritannien und der Schweiz abgelaufen. Ein Patent von Pfizer über PDE5-Hemmer wurde 2000 aufgrund von naheliegender Schöpfungshöhe für ungültig erklärt und das Urteil 2002 bestätigt.
In den USA ist Sildenafil als Generikum erhältlich, zu ungefähr einem fünfzigstel des Preises des Markenprodukts. Das Markenprodukt kostete 2015 in den USA zwischen 25,17 und 37,88 US-Dollar. In den USA hielt Pfizer zwei Patente für Sildenafil, zur Behandlung von pulmonaler arterieller Hypertonie (Revatio, niedrigere Dosis, Patentschutz 1993–2012) und der erektilen Dysfunktion (Viagra, Patentschutz 2002–2019). Generisches Sildenafil zur Behandlung von pulmonaler arterieller Hypertonie wird in kleinerer Dosierung als Viagra in den USA von verschiedenen Herstellern angeboten. Generisches Sildenafil darf in den USA off-label zur Behandlung der erektilen Dysfunktion verschrieben werden. Teva klagte 2011 gegen den Patentschutz von Pfizer für die Anwendung bei erektiler Dysfunktion und verlor. Aufgrund einer Einigung mit Pfizer wird Teva Sildenafil ab 2017 anbieten.
In Kanada wurde das Patent für die Anwendung bei pulmonaler arterieller Hypertonie 2010 nach Klage durch Ratiopharm für ungültig erklärt. Im Jahr 2012 befand der oberste Gerichtshof Kanadas (Teva Canada Ltd. v. Pfizer Canada Inc.), dass das Patent für Viagra von Beginn an ungültig sei, da nicht ausreichende Informationen bei der Anmeldung veröffentlicht worden seien, die nach Abschnitt 27(3)b des Patentgesetzes jeden Fachkundigen in die Lage zu versetzen haben, es herzustellen. Am Tag der Veröffentlichung der Entscheidung brachte Teva generisches Sildenafil-Citrat auf den kanadischen Markt. Daraufhin senkte Pfizer den Preis von Viagra in Kanada. Eine Revision wurde abschlägig entschieden.
In Indien gibt es keinen Patentschutz für Sildenafil-Citrat. Es wird unter den Handelsnamen Kamagra (Ajanta Pharma), Silagra (Cipla), Edegra (Sun Pharmaceutical), Penegra (Zydus Cadila) und Zenegra (Alkem Laboratories) verkauft. In China wird der Patentschutz für Sildenafil nicht umgesetzt. In Brasilien lief der Patentschutz für Sildenafil-Citrat 2010 aus. In Ägypten wird generisches Sildenafil-Citrat legal verkauft.
Die Kosten für den Wirkstoff machen nur einen geringen Anteil des Abgabepreises aus: Im Jahr 2004 kostete der Rohstoff für Viagra, Sildenafilcitrat, 650 Euro pro Kilogramm. Daraus lassen sich 20.000 Tabletten mit einem Verkaufswert des Markenprodukts von 240.000 Euro herstellen, was einen Kostenanteil von 0,26 Prozent für den Wirkstoff bzw. 0,0325 Euro pro Tablette bedeutet.

## Erstattungsfähigkeit
Die Kostenübernahme für das Medikament in Deutschland war seit dessen Einführung Ende der 1990er Jahre umstritten; eine Liste der Gerichtsentscheidungen aus der Sozialgerichtsbarkeit (GKV), der Zivilgerichtsbarkeit (PKV) und der Verwaltungsgerichtsbarkeit (beamtenrechtliche Beihilferegelungen des Bundes und der jeweiligen Länder) findet sich in dem Urteil des Verwaltungsgerichts Frankfurt am Main vom 12. August 2003 (Geschäftsnummer 10 E 5407/01), sowie auch Beschluss des Verwaltungsgerichts Gießen (Geschäftsnummer 8 L 326/13.GI). Die Bewilligung ist von den jeweiligen Gerichten aller drei Gerichtsbarkeiten in der Regel bei medizinischer Indikation für berechtigt gehalten worden.
Seit dem 1. Januar 2004 schließt das GKV-Modernisierungsgesetz vom 14. November 2003 (BGBl. I S. 2190) in § 34 Abs. 1 Satz 7 und 8 SGB V die Arzneimittel aus, bei deren Anwendung eine Erhöhung der Lebensqualität im Vordergrund steht. Dazu zählen u. a. Arzneimittel, die überwiegend zur Behandlung der erektilen Dysfunktion oder der Anreizung sowie Steigerung der sexuellen Potenz dienen wie Viagra. Auf die Ursache der Störung kommt es nach dem Gesetzestext nicht an. Eine Ausnahmeregelung sehen weder Gesetz noch die Arzneimittel-Richtlinien (Anlage 8) vor.
Auch nach der Rechtsänderung und der Einbeziehung der Hilfeempfänger nach dem SGB II und SGB XII in die gesetzliche Krankenversicherung und die dadurch begründete Zuständigkeit der Sozialgerichte änderte sich die Rechtsprechung nicht. Die Kosten für die Behandlung der pulmoarteriellen Hypertonie mit Revatio werden von den gesetzlichen Krankenkassen getragen. Das vielfach von Versicherungen vorgebrachte Argument, Potenzprobleme bei älteren Männern seien „normale altersbedingte Fehlfunktionen“ wurde in einem Verfahren gegen eine private Krankenversicherung vor dem Landgericht Dortmund (Az.: 2 S 25/04) im September 2004 zurückgewiesen. Ebenso entschied das OLG Karlsruhe – 12 U 32/03 – 3. Juli 2003; OLG München – 25 U 4628/99 – 8. August 2000 (NJW 2000, 3442). Anders hatte noch das LG Köln (23.O.57/02) am 20. August 2003 entschieden, als es eine erektile Dysfunktion für keine Krankheit und Viagra für kein symptomatisches Medikament erklärte.
Das Bundesverwaltungsgericht hat mit Urteilen vom 28. Mai 2008 entschieden, dass Sildenafil nicht über die nach den ab 2004 geltenden Beihilferegeln erstattungsfähig ist (Aktenzeichen 2 C 24.07. und 2 C 108.07) Das Oberverwaltungsgericht Rheinland-Pfalz hatte mit Urteil vom 17. Mai 2002 (Az. 2 A 11755/01.OVG) entschieden, dass Sildenafil ein Arzneimittel ist, dessen Kosten nicht grundsätzlich von der Beihilfegewährung ausgeschlossen werden dürfen, eine entsprechende medizinische Indikation (hier: erektile Dysfunktion nach Prostatakrebsoperation) vorausgesetzt. Auf ähnlicher Linie lag ein Urteil des Verwaltungsgerichts Düsseldorf vom 2. September 2005 (26 K 371/05), das Tadalafil als ein über die Beihilfe erstattungsfähiges Medikament behandelt. Die Rechtsprechung ist vielfach kritisiert worden.
Mit Urteil vom 12. August 2003 hat das Verwaltungsgericht Frankfurt am Main (Geschäftsnummer 10 E 5407/01) entschieden, dass Kranken Krankenhilfe nach dem Bundessozialhilfegesetz (§ 37 BSHG) zu gewähren ist, wenn sie sich selbst nicht helfen können. Die Sozialhilfe-Behörde durfte die Leistung eines Arzneimittels als Krankenhilfe nicht mit dem Verweis auf die Arzneimittelrichtlinien der gesetzlichen Krankenversicherung ablehnen, wonach unterschiedslos jegliche Behandlung einer [erektilen Dysfunktion] mit Arzneimitteln verweigert wird. Die Richtlinien seien nicht einschlägig, wenn es um die Behandlung einer Krankheit gehe. Deshalb hätten „Kassenpatienten“ wie Sozialhilfeempfänger bei einer Krankheit Anspruch auf Behandlung mit Viagra.
Der Hessische Verwaltungsgerichtshof hat mit Urteil vom 11. Oktober 2004 (Geschäftsnummer: 10 UE 2731/03) entschieden, dass der durch das GKV-Modernisierungsgesetz vom 14. November 2003 (BGBl. I S. 2190) ab dem 1. Januar 2004 in § 34 Abs. 1 Satz 8 SGB V eingeführte Ausschluss von Medikamenten zur Behandlung der erektilen Dysfunktion von der Versorgung im Rahmen der gesetzlichen Krankenversicherung wegen der gleichzeitig eingeführten strengen Akzessorietät auch im Rahmen der Krankenhilfe nach dem Bundessozialhilfegesetz zu beachten sei. Nach dieser Neufassung komme jedenfalls ab dem 1. Januar 2004 ein Anspruch eines Hilfeempfängers auf Übernahme der Kosten für das Medikament Viagra im Rahmen der genannten Hilfeart nicht mehr in Betracht.
Mit Beschluss vom 1. September 2005 hat das Hessische Landessozialgericht (Geschäftsnummer L 8 KR 80/05 ER) entschieden, dass das Medikament „Caverject“ (oder auch „Viagra“) als Leistung in der gesetzlichen Krankenversicherung nicht mehr vorgesehen sei, denn durch Artikel 1 Nr. 22 des Gesetzes zur Modernisierung der gesetzlichen Krankenversicherung (GMG) vom 14. November 2003 (BGBl. I S. 2190) seien mit Wirkung vom 1. Januar 2004 sämtliche Arzneimittel, die der Behandlung der erektilen Dysfunktion dienen, von der Verordnung zu Lasten der gesetzlichen Krankenversicherung ausgeschlossen.

## Synthese
Die Herstellung von Sildenafil ist in der Literatur beschrieben und kann auf unterschiedlichen Wegen in vielstufigen Prozessen stattfinden. Der ursprünglich patentierte Weg geht von 2-Pentanon und Oxalsäurediethylester aus. Es wird dazu mit Natriummethanolat das Enolat von 2-Pentanon gebildet und somit der Diester einseitig nukleophil substituiert. Im zweiten Schritt wird das gebildete 1,3-Diketon mit Hydrazin zum Pyrazol kondensiert. Es folgt im dritten Schritt die Methylierung eines der Stickstoffatome mit Dimethylsulfat. Der vierte Schritt ist eine Nitrierung des Aromaten mit anschließender Umwandlung der funktionellen Gruppe der Carbonsäure zu einem Amid. Die Nitrogruppe wird im fünften Schritt zum Amin reduziert. Im sechsten Schritt wird 2-Ethoxybenzoylchlorid als drittes Edukt mit dem letzten Zwischenprodukt kondensiert. Die beiden nun vorhandenen Amide werden im siebten Schritt basisch unter Ringschluss kondensiert. Es folgt die Funktionalisierung des Benzolrings mit Chlorsulfonsäure. Der letzte Schritt ist erneut eine Kondensation des Sulfonylchlorids mit 1-Methylpiperazin.

## Handelspräparate
- Erektile Dysfunktion: Viagra (EU, CH); Generika wie z. B. Sildenafil 1 A Pharma (D, A), Sildenafil ratiopharm (EU), Sildenafil beta (D), Sildenafil  mepha (CH), Sildaristo (D) u. a.

Außerhalb EWR/CH: Kamagra (IN), Silagra (IN), Sildenafil Dr. Reddy's (UK), Vigoran (EG); andere
- Pulmonale Hypertonie: Revatio (EU, CH); Generika wie z. B. Silde 1 A Pharma PAH (D), Sildenafil ratiopharm PAH (D), Sildenafil Stada (D, A), Sildenafil PAH mepha (CH)

## Externe Links zu erwähnten Verbindungen
1. ↑  Externe Identifikatoren von bzw. Datenbank-Links zu 2-Ethoxybenzoylchlorid:  CAS-Nr.: 42926-52-3, EG-Nr.: 256-003-4, ECHA-InfoCard: 100.050.895, PubChem: 3016397, ChemSpider: 2284345, Wikidata: Q72471321.